# دچیموپوتزو
دچیموپوتزو (به ایتالیایی: Decimoputzu) یک کومونه در ایتالیا است که در استان کالیاری واقع شده‌است.

## خصوصیات
دچیموپوتزو ۴۴٫۸ کیلومترمربع مساحت و ۴٬۲۷۲ نفر جمعیت دارد و ۱۷ متر بالاتر از سطح دریا واقع شده‌است.